# Hexa(tert-butoxy)ditungstène(III)
L'hexa(tert-butoxy)ditungstène(III) est un complexe de coordination homoleptique de butylate de tungstène(III) de formule chimique ((CH3)3CO)3W≡W(OC(CH3)3)3. Il se présente sous la forme d'un solide rouge sensible à l'air dont l'intérêt académique provient de ce qu'il peut être précurseur de plusieurs dérivés organométalliques du tungstène. Il présente une triple liaison W≡W. Il est notable pour ses réactions de métathèse avec les alcynes.
On peut l'obtenir par métathèse à partir du complexe de tétrahydrofurane et d'heptachlorure de tungstène :
NaW2Cl7(THF)5 + 6 tert-butylate de sodium ⟶ W2(OBu-t)6 + 7 NaCl + 5 THF.
Il a été obtenu à l'origine par alcoolyse de l'amidure W2(NMe2)6.
Ce complexe adopte une configuration semblable à celle de l'éthane CH3CH3. La longueur de la liaison W≡W est de 233 pm. Le composé est une base de Lewis faible, qui forme par exemple des adduits avec deux ligands pyridine.